# تسورومیگاوا

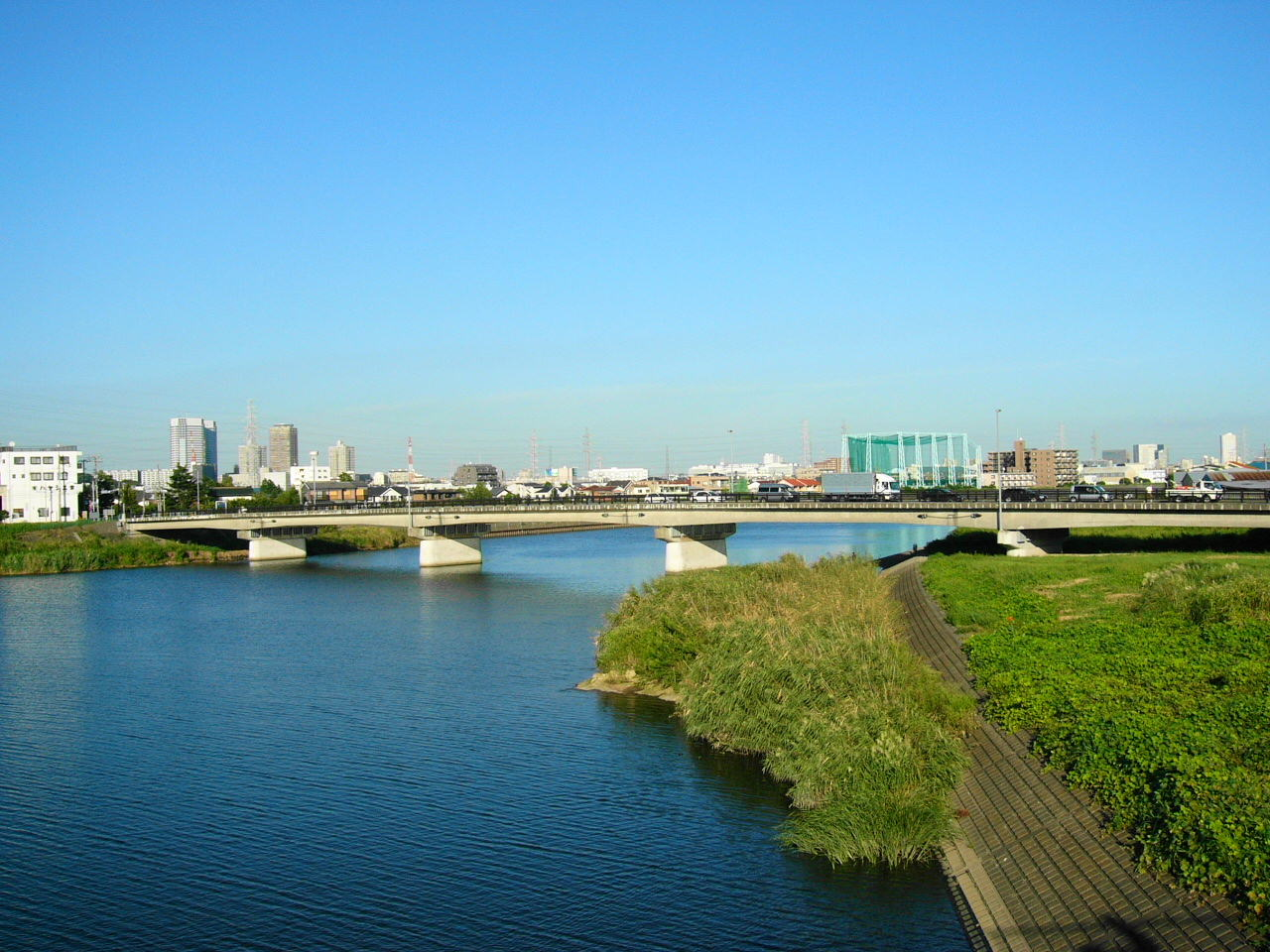
رود تسورومی

رود تسورومی (به ژاپنی: 鶴見川, Tsurumi-gawa)، رودخانه‌ای در استان کاناگاوا و توکیو در هونشو در ژاپن است. از محل تلاقی رودخانه‌های اوندا و یاموتو در یوکوهاما شروع می‌شود و ۲۲ کیلومتر قبل از تخلیه به خلیج توکیو جریان می‌یابد.